# Arquitectura del aire en la calle
Arquitectura del aire en la calle es el segundo disco que editó la banda de flamenco fusión jerezana Los Delinqüentes,que llegó tras el gran éxito de crítica y ventas que habían conseguido con su primer trabajo: El sentimiento garrapatero que nos traen las flores.
El disco fue lanzado en el 2003 por la discográfica Virgin, y en el mismo mezclan el flamenco con ritmos tan dispares como el rock el reggae, el ska o el blues.
Según la propia banda, se trata de "Un disco conceptual", "Pink Floyd mezclado con Rancapino, Megadeth con Luis de la Pica, Zappa con La Paquera".
El disco fue grabado en los estudios La Bodega de Jerez bajo la producción de Josema García-Pelayo y en el mismo continúan dando forma a su sonido característico que ellos mismos definen como garrapatero. ¿Y qué es garrapatero?, según ellos mismos: "Es tirarte en el barro y mancharte. Es lo iconoclasta, esa palabra que hemos leído en el periódico esta mañana. Porque estudiar no hemos estudiado casi nada, pero leer nos gusta leer. La inspiración nos nace de la calle, pero nos gustaría leer tanto como lee Sabina".

## Lista de canciones
1. Los Delinqüentes y la Banda del Ratón
2. La niña de la palmera
3. Caminito del almendro
4. Poeta encadenado
5. La ragazza del elevatore (tributo a Silvio)
6. Medicina y mucho ruido
7. La madriguera
8. El telescopio cósmico
9. Amor plutónico
10. Joaquín Carachapa y la pequeña Nube
11. Gato callejero
12. El rey del regaliz